# Cataclysme spissistrigaria
Cataclysme spissistrigaria là một loài bướm đêm trong họ Geometridae.